# Monitor (cómic)
El Monitor (conocido realmente como Over Monitor según el evento conocido como Dark Nights: Metal, pero oficialmente llamado como Mar Novu en las páginas del Volumen 4 de Justice League #22 de mayo de 2019), es un personaje ficticio creado por el escritor de historietas Marv Wolfman y el artista George Pérez para la editorial DC Comics para el evento "Crisis on Infinite Earths", así como retratado posteriormente como una serie de personajes que fueron retratados en la maxiserie semanal Cuenta Atrás Para la Crisis Final y la serie limitada Crisis final.
El personaje, fue creado desde los tiempos previos a la aparición de la Crisis (1985-1986), y se concibió como una entidad cósmica que vela por mantener como un ser que vigila el Multiverso DC y su concepto fue revivido al dar vida a otra serie de personajes idénticos, y que ahora velan por el statu quo del nuevo Multiverso Post Crisis, de la cual ahora se conoce 52 Monitores que vigilan sus respectivos mundos alternativos, su primera aparición fue un personaje entre las sombras, en Los Nuevos Jóvenes Titanes Vol.1 #21 (julio de 1982), pero que se dio a conocer en las páginas de G.I. Combat #274 (febrero de 1985)
Originalmente, este personaje se dio a conocer, junto con su ayudante Lyla, en numerosos títulos de DC Comics desde 1982, tres años antes del inicio del futuro evento que entonces sería conocido como Crisis, el cual sería publicado finalmente en julio de 1985; en estas primeras y fugaces apariciones hacía que este pareciese una especie de traficante de armas, las cuales otorgaba a los supervillanos. Todo esto fue parte de la configuración que Marv Wolfman y el personal de la editorial DC tenía prevista para la futura Crisis, en la que mostraba al monitor se congraciaba con los villanos como Maxie Zeus, antes de tener parte su ayuda a los héroes. El monitor inicialmente se le representó entre las sombras, que sucedió en todas sus apariciones, el principal modus operandi que utilizaba las principales historietas de superhéroes de DC, y su rostro finalmente sería revelado por primera vez en el título de historietas de guerra, en el #274 de G.I. Combat, donde yacía finalmente el plan para hacer frente a la crisis que se avecinaría.
LaMonica Garrett interpretó al personaje en el Arrowverso de The CW, debutando en el crossover 2018 Elseworlds. Esto marcó la primera adaptación de acción real del personaje. El personaje ha hecho apariciones posteriores en varios programas ambientados en Arrowverso. El personaje también apareció en el crossover Crisis on Infinite Earths de 2019.

## Biografía ficticia del personaje

### Orígenes del multiverso: el error deKrona
Hace 13.000'000.000 millones de años, el Multiverso nació debido a las maquinaciones experimentales que realizaba Krona, al intentar descubrir los secretos del Universo y descubrir sus orígenes, del cual, su sociedad, los maltusianos consideraban este hecho como prohibido y peligroso; este científico, originario del planeta Maltus, estaba tratando de descubrir el origen del universo, y como resultado de sus acciones, provocó una explosión que provocó el origen de un número infinito de universos paralelos, a costa de la existencia del mismo universo, así como de su propia existencia, separándose únicamente por pequeñas diferentes y minúsculas fuentes de energía vibracional, pero ninguna de las vibraciones fue tan fuerte como la que provocó el origen del único universo que con anterioridad había existido antes de que este hubiese existido.
A consecuencia de ello, se crearon en el Universo principal (ahora en ese momento conocido como Tierra-1) desarrolló dos entidades netamente independientes, el primero fue el Monitor, que nació en la luna del planeta Oa, como la entidad cósmica que resultó ser la encarnación viviente de todos los universos de materia positiva. Solamente, uno de estos múltiples universos fue compuesto en su totalidad antimateria, por lo que desarrolló la cualidad de ser un universo de materia negativa, y cuya contraparte creó a Qward, la luna contraparte de Oa, en el Universo de Antimateria, siendo una burla horrible de la vida misma, nació su propia Tierra; a su vez, en Qward un ser que vendría a ser todo lo contrario al Monitor surgió como su más poderoso adversario, el Antimonitor.

#### La Larga Guerra
El propio Antimonitor logró conquistar su propio universo, mientras, el monitor le observaba, fue cuando el Antimonitor sintió su presencia, y fue cuando comenzó su lucha a través una barrera dimensional que se interponía entre ellos provocando una guerra entre sus pares que duró más de un millón de años.
Con cada ataque simultáneo, quedaron ambos inconscientes, por lo que se quedaron inmóviles durante más de nueve millones de años, Fue entonces que el Monitor sintió el despertar de su contraparte, provocada por otro experimento en el que se trataba una vez más sobre el redescubrimiento de cómo se originó el universo, una investigación realizada por otro científico, un hombre al que llegaría a ser conocido como Pariah; como resultado, este provocó la destrucción de su propio universo. Posteriormente, el Monitor encontró a Pariah, a quien lo utilizó para seguir la senda del camino de destrucción que el Antimonitor estaba haciendo luego de que este despertase de su sueño eterno, mientras este viajaba en su nave espacial que había creado para tal fin.
A medida que el Anti-Monitor consumía mundos con el poder de su antimateria destructiva, por lo que su poderío aumentaba y lograba expandir al universo de antimateria, logrando llenar el "vacío" que había sido dejado por la pérdida de dichos universos destruidos, mientras que ello acarreaba que el Monitor se debilitase. En el estudio de cada universo buscaba los medios para luchar contra el Antimonitor, pero pese a sus innumerables esfuerzos por salvar a los demás universos que fueron amenazados, se tomó el tiempo para poder salvar a una niña huérfana, la única sobreviviente de un naufragio, y la llevó en su nave espacial. Esa chica, llamada Lyla, creció para convertirse en Harbinger, concebida para ser la más grande heralda del Monitor (mientras él se preocupaba por los demás, nunca se confirmó si esta fue una relación romántica o simplemente una relación padre/hija). El monitor fue tan lejos, incluso si era necesario como para proporcionar armamento y tecnología a los supervillanos, e incluso financiando el dinero, pero en realidad esta decisión de tomar esta postura se debió como una forma de probar tanto a los héroes y villanos de la Tierra y como trataba de averiguar cuáles podrían ayudar a su causa.

### Crisis on Infinite Earths
Cuando la onda antimateria del Antimonitor comenzó acercarse a las principales Tierras del multiverso, el Monitor le ordenó a Harbinger localizar una fuerza inicial de quince héroes específicos y villanos en particular, que el monitor necesitaría para combatir a su más poderoso enemigo (este grupo inicial contó con Kal-L (Superman de Tierra-2), Doctor Polaris (Tierra-1), Dawnstar (de la Legión de Super-Héroes del futuro de Tierra-1), Firebrand (Tierra-2), Geo-Force (Tierra-1), Obsidian (Tierra-2), Cyborg (Tierra-1), Killer Frost (Con su mente temporalmente alterada para hacerla más complaciente), Firestorm, Psico-Pirata, el rey Solovar (también provenientes de Tierra-1), Blue Beetle (de Tierra-4), Psimon (Tierra-1), John Stewart (Linterna Verde) (Tierra-1), y al poderoso hechicero Arión (del pasado de la Tierra-1). Inicialmente, les puso a prueba haciéndoles luchar entre sí, hasta que les calmó Layla y el Monitor les explicó lo que estaba pasando, por lo que les envió para proteger unos dispositivos especiales con forma de torres gigantes, que él había creado en varios lugares a través del espacio y tiempo; su plan era fusionar las Tierras que habían parcialmente sobrevivido, para que pudieran resistir al ataque del Antimonitor. También envió a Harbinger para recuperar a un infante que logró sobrevivir de la destrucción de Tierra-3, llamado Alexander Luthor Jr., siendo el único superviviente de Tierra-3, quien creyó que sería determinante su ayuda.
Cuando regresó Harbinger, una de sus encarnaciones fue provocada por el Antimonitor al obligarlo a obedecer sus órdenes por lo que la hipnotizó, esto se debió cuando fue atacada por uno de los demonios sombra del Antimonitor, provocando que ella se corrompiese, causándole que le ordenase que matase al Monitor. Sin embargo, como el Monitor ya había previsto el ataque, y utilizó como parte de su plan su propia muerte para alimentar las máquinas y pudiese proporcionarle temporalmente tanto a Tierra-1 y Tierra-2 una fusión temporal creada a partir de las energías liberadas por su propia muerte, salvándolos temporalmente de la pared de antimateria del Antimonitor. El le dejó a Lyla un mensaje grabado explicando esto, confiando en que ella y los héroes de multiverso completarían su trabajo de preservar los mundos antes de queu sus poderes ya debilitados permitiesen la vibración de las realidades lograse ralentizar hasta el punto donde podrían evitar temporalmente la destrucción de los mundos, y donde los unos a los otros terminasen destruidos entre sí. Esto provocó que las realidades de ambos mundos existiesen al mismo tiempo así como el pasado, el presente y el futuro de ambos universos existiesen al mismo tiempo, lo que causó gran confusión cuando se describió fenómenos tales como la existencia de Dinosaurios y seres del presente y el futuro al mismo tiempo y de ambas tierras paralelas al mismo tiempo.
Harbinger continuó el legado del monitor (ya liberada de las manipulaciones del Antimonitor), utilizando hasta sus poderes para poder salvar las últimas Tierras (Tierra-4, Tierra-S y Tierra-X) al colocarlos en la ecuación de la mezcla de mundos. Con la ayuda de Pariah, Alexander y todos los demás héroes y villanos que sobrevivieron de las distintas tierras, finalmente derrotaron al Antimonitor en la noche final de todos los tiempos en su propio universo de antimateria, salvando al universo que había renacido tras sus ataques. Estas acciones dieron como resultado un "reinicio" al universo, provocando que el multiverso dejase de existir y dejando en su sustitución a un "único" Universo, al ser el resultado de una amalgama de las cinco Tierras supervivientes que tuvieron la fuerza necesaria para sobrevivir al ataque del Antimonitor.
Irónicamente, la existencia del intrigante pero benevolente Monitor al parecer sería olvidada por todos salvo por sus colaboradores más cercanos, como resultado del cambio en la historia.

### Post Crisis

#### Los Monitores Post-crisis
Tras los acontecimientos de Crisis infinita, Alexander Luthor Jr. aparece para ser el antagonista de la nueva crisis, él es el causante de revivir al multiverso donde este desdobla a la misma Tierra al separar a las Tierras fusionadas, donde este descubre que todo el material de las tierras sobrevivientes se encuentra los rastros de que ha sobrevivido algún residuo de materia positiva que dio origen al multiverso original, por lo que en un esfuerzo para poder encontrar una "tierra perfecta", ya que este creía que la Tierra sobreviviente se había corrompido a raíz de la mezcla de ciertos elementos que caracterizaban cada una. Su plan resulta frustrado por Conner Kent, que destruye una torre de materia y antimateria que fue creada para anclar a la Tierra.
Al final de dicho evento, y con el colapso de las Tierras que se dio como resultado por el exceso de energía positiva y negativa, lo que permitió recrear completamente un nuevo multiverso, del que consiste 52 Tierras idénticas entre sí. Para tal fin, Alexander Luthor Jr. utilizó los restos de la armadura del Antimonitor para poder recrear el Multiverso, al actuar como un "programa semillero" praa poder proliferar los universos clonados como propio Monitor.

##### DCU: Brave new world
La sombra del Monitor puede verse en la tapa del especial DCU: Brave new world (DCU: Brave new world) de agosto de 2006; en las últimas páginas del citado especial son revelados cinco Monitores y uno de ellos llama al grupo “los Monitores”. Para cuando el nuevo multiverso fue revivido en Crisis infinita, en la saga 52 y Countdown a la Crisis Final, renació el Monitor, como descendientes directos conformando una sociedad de monitores (que revelan que existen desde el origen del nuevo multiverso), descendientes directos del Monitor original. Sin embargo, uno de los cinco es notoriamente diferente del resto; pese a estar de espaldas, claramente se parece al Antimonitor. En Ion #9, se muestra que los Monitores son una sociedad compuesta por muchos monitores distintos. Se han visto al menos diez de ellos.

##### Cuenta Atrás y Tie-ins
Producto de los acontecimientos hechos por el intento de tragarse las realidades por parte del supervillano conocido como Mr. Mind en la serie semanal 52 las renacidas 52 Tierras que eran una copia idéntica a la ahora llamada Tierra-0 (denominada así como el resultado de la recreación de la entonces llamada Nueva Tierra) cambiando la continuidad de cada universo alterando sus historias y definiendo sus propias realidades y propios orígenes muy diferentes al resto de las demás tierras, incluyendo al mismo Universo DC. A raíz de este suceso, y como resultado de la existencia de diferentes mundos con diferentes historias, los monitores fueron creados a partir de la esencia misma que produjo al Monitor original, y ahora, conviviendo como una sociedad de entidades separadas entre sí por diferentes formas en la que se manifiestan cada tierra como principal característica ahora trabajan como una sociedad colectiva en la que se encargan de evitar la interacción entre universos en la cual podrían conducirles a una nueva crisis.
Se puede observar que en las miniseries tie-in tales como: Cuenta Atrás para la Crisis Final, Cuenta Atrás Presenta: La Búsqueda de Ray Palmer, Cuenta Atrás Arena y Cuenta atrás Presenta: Lord Havok y los Extremistas el Monitor protagonista de estas miniseres fue apodado "Bob", que se encargó la tarea de vigilar al Universo DC o Tierra-0, ayudando a los viajeros (Donna Troy, quien era la nueva portadora de la grabación de Harbinger, Kyle Rayner y Jason Todd) en la Búsqueda de Ray Palmer, el conocido Átomo, del cual se sospechaba como la causa de una anomalía en el multiverso, este al final traiciona a los "viajeros" al intentar eliminar a Ray Palmer.

### Crisis Final
Con una crisis desatada, un nuevo origen metaficcional surge acerca de los nuevos Monitores, incluyendo la referencia del primer Monitor (el original) que apareció en la Crisis on Infinite Earths, esto continúa durante la Crisis final. Allí se había revelado que el Monitor original no era más que una sonda enviada por un ser invisible y poderoso, conocido como el Over Monitor, y que se había manifestado como el monitor original durante la primera crisis; este ser hasta ese momento, era un ser incorpóreo e insondable de una imaginación sin límites, que se había dado cuenta sobre cómo se manifestaban las historias de cada mundo paralelo que tuvieron que ver con el multiverso pre-crisis original, y que se manifestado por mucho, de forma accidental, y que al mismo tiempo le sirvió como la mejor forma para manifestarse fue en la forma de lo conocieron en la crisis original. Dispuesto a buscar la forma de poder entenderlo completamente, crearía un cuerpo-sonda, que le permitió interactuar con los universos que sufrirían finalmente la Crisis. Sin embargo, en algún punto previo a la crisis, justamente cuando se creó el Multiverso, su esencia se fue comprometida, debido a la enorme complejidad del Multiverso, y su avatar se dividió en dos seres asimétricos y complementarios: el Monitor y su antítesis, el Antimonitor, también conocido como Mobius; el primero, era una manifestación de bondad y naturaleza pura, y el segundo, un científico que desde el Universo de Antimateria se corrompió como ser de maldad y cuya naturaleza oscura y corrupta, desataría una confrontación, luchando el uno contra el otro durante eones, que finalmente fue lo que sucedió en los acontecimientos flashback de la Crisis on Infinite Earths.
En el intento por conocer y mapear el Universo fue considerado como un éxito parcial, ya que después de su aparentemente muerte, el solitario Monitor original (conocido como Over Monitor) se retiró a la realidad de donde procedía, para poder curarse, tan solo para descubrir que una de sus heridas cósmicas le había dejado una costra, con la forma de gigantesco superman hecho de metales divinos. (esto fue retomado en el crossover, Dark Nights: Metal.) Creyendo que ya no era posible que velara por su propio cuerpo inmensamente grande, el Monitor comenzó a subdividirse una vez más. Luego de los acontecimientos de Crisis Infinita, cuando se recreó de nuevo el Multiverso, como consecuencia de ello, y luego de haber aparentemente destruido de nuevo al Multiverso Pre-Crisis original, parte del mismo material fue recreado un nuevo Multiverso, permitiendo la aparición de 52 Monitores, que se encargaron de vigilancia de la nueva creación de los nuevos 52 mundos, creados a partir de las heridas del ya mencionado Over-Monitor. Por lo tanto, estos hijos del Over Monitor continuarían su legado cuando crearon un mundo más allá del Multiverso, conocido como el mundo de Nill, un mundo donde estos monitores no solo operarían, sino que cultivaron su propia civilización. El primer  monitor de este linaje, sería conocido como Dax Novu, el brillante. Dax tuvo una amante, una monitor llamada Zillo Valla, e incluso engendró a un hijo, Nix Uotan. Mientras tanto, el propio Dax Novu dirigió una serie de expediciones a través del nuevo Multiverso, para tratar de comprenderlo con mayor detalle, en una nave llamada, "La Última Thule".
Lo que Novu descubrió allí en su viaje, era una verdad muy espeluznante: Los 52 Monitores eran realmente unas anomalías, unos parásitos que se alimentaban de las historias del Multiverso, y sin darse cuenta estaban destruyendo al mismo multiverso en el proceso. Cuando les intentó explicar este descubrimiento a los otros Monitores, no todos estuvieron dispuestos a escuchar, con la excepción caso de sus hermanos, Zillo y Rox Ogama, ya que la mayoría se horrorizaron con lo que escucharon y pronto lo rechazaron por tales afirmaciones. Finalmente, Dax también se corrompería con el tiempo, ya que se había contaminado de la sangría cuando la estudiaba, siendo estas como unas venas y arterias que forman parte del funcionamiento del Multiverso, en el momento en que realizaba sus investigaciones, convirtiéndolo en un ser repugnante, peor que sus hermanos, un vampiro de realidades; Por esto mismo, Dax adquirió el nombre de Mandrakk, el Monitor Oscuro; sus hermanos, aterrados con lo que vieron en lo se había convertido a causa de sus investigaciones (consideradas por estos como prohibidas), este fue encerrado (aunque posteriormente, difundirían como leyenda de que Mandrakk era otra criatura más aterradora para ocultar la verdad, y que el verdadero Dax Novu había dado su vida para encadenar al monstruo al abismo).
Debido al renacimiento del Universo DC tras Crisis Infinita, se cuenta que desde Dax Novu, siendo el primero de los 52 Monitores habían establecido una serie de reglas para evitar que estos mundos entrasen en contacto y causaran las "crisis" anteriormente sucedidas. Estos monitores, que en su momento hacían cada uno un papel de manera diferente al aceptar el concepto de tiempo y mortalidad, poco a poco asumirían lo que Dax había descubierto en sus viajes: su conversión en vampiros cósmicos, consumiendo, festejando y necesitando recrear cada vez más nuevas historias para poder mantenerse con vida. En su mundo, creció con el tiempo una fascinación respecto con la mitología de Superman (a partir de sus hazañas), y que había sido la primera historia que llegaron a conocer, gracias al uso de un robot pensante que les permitió observar la aparición del Superman original (la versión de Tierra-1 para ser exactos) para poder protegerlos contra diferentes amenazas. El mismo concepto de tiempo y mortalidad, y el odio reprimido de Dax Novu permitió recrear sus propios gérmenes, aquellos seres que viven en el multiverso, lo que hizo que Dax se corrompiera y asumiera la identidad deMandrakk, el Monitor Oscuro, convirtiéndose en la negación de la vida misma, y en todo lo contrario que esperaba prevenir debido a sus investigaciones. Superman, que se unió a Ultraman en el mecha Superman de pensamiento Robótico, logró derrotar a Mandrakk/Dax Novu. Más tarde, su hermano Rox Ogama, también se corrompió, volviéndose un ser similar a su hermano, debido a que Ogama se dio cuenta por sí mismo de que si los Monitores ya estaban extrayendo un gran poder de la Sangría de manera inconsciente, y si drenaba conscientemente la Sangría Multiversal, un solo Monitor fácilmente podría volverse más poderoso que los demás. Sin embargo, el acto de drenar conscientemente tuvo un efecto visible de cualquier Monitor que lo había visto alimentándose, como lo demostraba el propio Dax Novu previamente, cuando este experimentó una serie de cambios, como cuando empezó a deformarse y convertirse en un monstruo, permitiendo darse cuenta de que si se alimentaba del Multiverso, y el hecho de lo evidente de su transformación, y de como este se volvió un ser corrupto, monstruoso y vampírico; finalmente, de ahí se revelaría de como Novu se había convertido en el odiado Mandrakk El Oscuro Monitor, y por el cual fue encerrado eones atrás; asimismo, para poder comenzar a alimentarse conscientemente de la sangría, Ogama primero tuvo que deshacerse de otros que conocían su secreto, como lo fue el Monitor Nix Uotan, el hijo de Dax Novu, y que había empezado a cuestionarse el efecto de la sangría como alimento que los Monitores dependían para vivir en el Multiverso. Ogama, como parte de su plan, provocó la destrucción de Tierra-51 designada de Uotan, para que Uotan fuera desterrado por negligencia en sus deberes y sus palabras quedarían desacreditadas. Luego comenzaría a deshacerse las cerraduras que mantenían a su hermano Mandrakk en cautiverio.
Con Crisis Final en su clímax, proporcionó suficiente distracción para que Ogama trabajara en la liberación de Mandrakk, y en el momento en que la Monitora Zillo Valla organizaba una fuerza para intentar detener el regreso de Mandrakk, el monstruo fue liberado, y solo el Súper-Robot pudo detenerlo, mientras que este lucharía contra el hijo de Dax, Nix Uotan. Al final, sería destruido al final de Crisis final a manos de los Linternas Verdes.
Al final, Superman lograría sanar al Multiverso con una réplica de la Máquina Milagro. Nix Uotan (a quién inicialmente se le culpó por originar la crisis), ahora con la apariencia de un ser humano, aparecería viviendo en Metrópolis, conservando su papel como el último de los monitores, luego del sacrificio de sus hermanos monitores que quedaron con vida, como el único vínculo entre el Over Monitor y el Multiverso. Más adelante, se le vio en su función como "El Monitor" junto a un simio parlante vigilando a todo el Multiverso, navegando en "La Última Thule" la nave de su padre Dax, y operando como sede, en "la Casa de los Héroes".

### Los Nuevos 52
En la nueva continuidad del Multiverso DC (a través de Los Nuevos 52), el hijo del Monitor Original, Nix Uotan, ahora conocido como "el último de los Monitores" fue presentado por primera vez en la serie limitada "Multiversidad", describiendo que sobrevivió a los cambios de continuidad, y que su especie y su padre, son hijos uno de los creadores Multiverso DC y el Universo DC y de la misma realidad, el "Over Monitor", y, conocido como "El Super Juez" se encarga de vigilar los distintos nuevos universos paralelos del Nuevos Universo DC, se revela que Uotan, su padre, Dax Novu/Mandrakk el Monitor Original, han existido desde los sucesos conocidos como las "Crisis", y que han sido clave de la evidencia de la muerte y el renacimiento del Universo DC y el Multiverso DC, y que su hijo fue testigo del más reciente evento conocido como "Crisis Final" y que su padre de la Crisis original. Sin embargo, tanto el Over Monitor, Dax Novu/Mandrakk, y Nix Uotan de acuerdo a los sucesos que han acontecido tanto en Convergencia, Flashpoint, y Multiversidad dan a entender que son una serie de entidades que han estado presentes en la conformación del Universo DC y sus respectivas "Crisis", y que son los hijos de un Monitor Original, el mismo de la Crisis en las Tierras Infinitas, y que de acuerdo a la exploración del conocimiento hecha por la ente conocida como Metrón en su diálogo con el Antimonitor (Mobius), tanto el como los Monitores son entidades gubernamentales que han sido clave en el nacimiento, muerte y renacimiento de las distintas continuidades y realidades del Universo DC y del Multiverso DC en cada crisis y evento conocido en las anteriores continuidades.

#### "Multiversidad"
En la saga "Multiversidad", Nix Uotan es capturado y controlado por una serie de anomalías que existe fuera de la continuidad del espacio-tiempo proveniente del punto de fuga o punto de convergencia llamado la Gentry, criaturas que junto a sus máquinas-criatura conocidas como las "HellMachine", buscan controlar las distintas realidades y poderlas consumirlas, para poder dominarlas por completo.

#### Post-Convergencia:DC: Renacimiento

##### Dark Nights: Metal
Si bien, desde que se presentó los acontecimientos que llevaron a Flashpoint no se limitaron a responder acerca del origen del monitor original, y con The Multiversity encargado de escribir una aventura entre héroes del actual Multiverso DC, donde de nuevo se presentaba al Monitor (Nix Uotan) protagonista, y con los cambios aparentes dejados por el evento de Convergencia, dejó claro de nuevo la concepción de la figura enigmática del papel del personaje conocido como el Over Monitor. Multiversity había dejado claro que era el resultado de un ser incorpóreo que ha estado presente desde tiempos inmemoriales durante la Pre-Crisis, no fue hasta la revelación hecha en las páginas de Dark Nights: Metal en el que finalmente, de revelaría que el Over Monitor realmente nunca murió en la Crisis, y producto directo de los cambios llevados a cabo en Convergencia, se dio una explicación final a este ser, resultando que tras la Crisis aparentemente se le dio por muerto, o al menos no completamente, su cuerpo físico que había quedado maltrecho, por todos los acontecimientos sucedidos hasta ese momento, permitiendo mantenerse alejado por completo de los asuntos del Multiverso a causa de las últimas Crisis. Desde entonces, durante todo este tiempo estuvo prisionero de Barbatos, cuando el Monitor apenas estaba recuperándose de los efectos de Flashpoint, mientras que se desconoce el paradero de Nix Uotan hasta el momento, a excepción de mono ayudante.

##### El origen revisado del personaje: DeDark Nights Metal: The Batman Who Laughs Vol.1 #1a laJustice LeagueVol.4 #8-26
A partir de los acontecimientos que suscitan la reintroducción del Monitor original al nuevo canon de la actual continuidad del Multi-Multiverso DC, el personaje presentado como el Over-Monitor en las páginas de El Multiverso de Grant Morrison, finalmente, se une la coyuntura donde se plantea un nuevo origen para el personaje creado por Marv Wolfman y George Perez, conocido por la primera crisis como "El Monitor", en la reintroducción del personaje, ahora este sería dado a conocer por su verdadero nombre, dado por su madre la Super Celestial Perpetua bajo el nombre de Mar Novu, creado, junto a otros tres seres que tendrían en sí la tarea de atender tres regiones del Omniverso DC: Mobius, el Antimonitor, Apheus, el forjador de mundos, y El Monitor u Over-Monitor (llamado como Mar Novu). En esta nueva historia de origen de estos seres cósmicos, estos tres seres fueron concebidos para regir tres regiones del Omniverso DC, al cual se le ha´bia destinado a la ente super celestial Perpetua para diseñar un Multiverso capaz de albergar distintas formas de realidades alternativas que proporcionaran en común balance la unidad de sus respectivos mundos en los que habitasen diferentes formas de vidas, de los cuales, el Monitor u Over-Monitor Mar Novu fue conferido el trabajo para ejercer el trabajo como el vigilante del Multiverso positivo. Mientras que sus Hermanos, Mobius se le confirió el final del Omniverso, administrando el Universo de Antimateria, y el Forjador de Mundos al trabajo de la creación de mundos para ambas realidades, siendo este asistido por su mascota de la fragua un pequeño pero poderoso y cósmico dragón llamado Barbatos, quien este a su vez sirvió para la creación del Multiverso Oscuro, que se encontraría bajo la imagen del Multiverso DC y el Universo de Antimateria. Asimismo, Perpetua explicó a los tres nuevos series en su juventud que su nuevo Multiverso comprendía tres reinos principales hechos de las tres formas básicas de materia: la materia oscura, rica en potencial; Materia positiva, firme y constante, y la de antimateria, con poder destructor y corrosivo. Los tres habían sido creados para monitorear estos reinos. A Alpheus se le asignó la tarea de monitorear el reino de la materia oscura debajo de la creación, donde sería el poderoso Forjador de Mundos, que construiría para ser una gran forja para una gran cantidad de mundos y universos de la creación. A Mar Novu se le encomendó el monitoreo del reino de la materia positiva, donde monitorearía a los muchos universos que surgieron de la oscuridad desde las crisis cósmicas. El último hermano, Mobius, fue el opuesto de Novu, encargado de asegurarse de que la luz de la creación no violara al Omniverso mayor. El más Curioso, Novu sería quien le preguntase a su madre cuál era su propósito en este nuevo Multiverso, ya que su papel de creadora ya se había cumplido. Le dijo a su hijo que se quedaría buscando una forma para asegurarse de que todos sus hijos vivieran y que el Multiverso siguiera adelante.. Tomando todo este tipo de alteraciones, En el distante pasado, Cinco mil millones de años después, el Monitor estaba perplejo por un misterioso planeta en el universo principal que no había sido creado por ninguno de los tres hermanos o los habitantes de la Esfera de los Dioses, este planeta resultante de ser muchos otros, había uno en particular y que sería esencial en la importancia no solo del Multiverso sino del mismo Omniverso, un planeta que se llamaba Tierra, el cual sitúo los ojos sus acontecimientos que vincularían los futuros eventos que sacudirían al multiverso en sí.
Nacidos estos tres seres celestiales en la Sexta Dimensión, un mundo que se encuentra más allá del mundo de la Quinta Dimensión, el reino de Mxyzptlk, Thunder y de Bat-Mite, tres de los seres más poderosos de DC en manejo de alteración de la realidades y uso de poderes imcomprensibles para mente humana de 3-4 dimensiones tradicionales, fue allí donde se les confirió la tarea de administrar los designios asignados para el propósito de la creación del Omniverso: Vigilar desde funcionamiento, la observación, la creaicón y destrucción constante de dichos mundos, lo cuale, Mar Novu se le había dado la tarea de estudiar al Multiverso de Materia Positiva y vigilar sus aspectos que mantienen el orden y caos establecido en este lugar: Su trabajo fue el de monitorear y nutrir a los universos del Multiverso y poder detener cualquier crisis que pudiese destruirlos. En algún momento previo al mundo contemporáneo de la historia del Universo DC, el Multiverso antes de su primera gran Crisis, hubo un hecho inimaginablemente peor que los acontecimientos que detonaron la Crisis en las Tierras Infinitas, la madre de Mar Novu, Perpetua, así como madre del Antimonitor, el Forjador de Mundos para mantener su función en el Omniverso para toda la eternidad, y con el peligro de que ella fuese despojada de sus funciones, antes de la aparición de nuestro multiverso actual, creó un Multiverso previo para que este fuera un arma pelígrosa y lo suficientemente poderosa como para utilizar "siete energías cósmicas no naturales del universo". Debido a los cuestionamientos de su hijo Mar Novu de su preocupación que tuvo acerca de los planes de su madre, este alertó a sus hermanos para acercarse a otros Super Celestiales sobre sus acciones, por lo que Perpetua sería encerrada, concibiendo la creación del Muro de la Fuente, rehaciendo al Multiverso a un estado más ordenado correctamente. Cuando ella se vio encarcelada a ver como sus hijos se debilitaban sin su mano guía, Mar Novu, perdería su confianza tanto de sus hermanos como de su madre, que buscó venganza contra sus hijos al momento de intentar su cometido, no obstante, Mobius al ver estos hechos y quedar decepcionado ante su papel y las consecuencias que había causado, juraría venganza contra su hermano aguardando en el Universo de Antimateria hasta que llegase el momento de la Primera Crisis. Su otro hermano, el  Forjador de Mundos, prefirió retirarse a la fragua del Multiverso Oscuro, al mundo que vio este ser traicionado por su dragón mascota Barbatos para permitir que los mundos inestables del Multiverso Oscuro se creasen y no permitiesen ser reutilizados para crear mundos más perfectos, liberando las angustias, miedos y sentimientos más oscuros para que se pudiesen alzar sobre el Multiverso principal.
Durante los acontecimientos tras la "Crisis en Tierras Infinitas" hasta "Dark Nights: Metal" se desconocía que había sucedido con el Over-Monitor, a excepción de aquella historia de la Crisis cuando su aparentemente cuerpo moribundo había desaparecido en el vacío del Multiverso que brevemente había dejado de existir e algún momento, y ni siquiera solo eso, no se supo más que especulaciones de lo que había sucedido con su cuerpo, salvo que gracias a él, el mundo de Nill sería obra suya, un mundo por encima de la esfera de los dioses donde se crearon una serie de múltiples Monitores que vigilaron a un nuevo Multiverso que fue presentado en las páginas finales de 52, por lo que desde Crisis Final, Flashpoint y El Multiverso solo se conocía la existencia de Nix Uotan, junto a otros Monitores, como personaje clave en Crisis Final y protagonista en la amenaza de la Gentry en El Multiverso, al cual no se le volvió a ver. Tras los acontecimientos de la historia Superman: The Final Days of Superman Donde el Hombre de Acero volvía a morir, hasta la historia post-Convergencia en el arco de los cómics del volumen 4 de "Superman" titulado Superman Reborn de 2017, donde se presentaba la reaparición del Superman de Los Nuevos 52 así como la misteriosa forma en el que ciertos personajes de la continuidad Pre Nuevos-52 aparecieron en la nueva continuidad, tales como Hal Jordan como Parallax o el Superman Post-Crisis tras el fin de la saga de Convergencia, hechos que marcaron como la realidad del Multiverso fue alterada de acuerdo a las historias de Flashpoint y Doomsday Clock (2018-2019), donde el Doctor Manhattan intentó reiniciar la continuidad al estudiar la naturaleza de la existencia de este multiverso y sus diferentes versiones analógicas del concepto "Superman" en la ecuación del funcionamiento de sus historias, así como el arco Superman Reborn, cuyo arco vinculó como antagonista a Mister Oz (Jor-El) y a un furioso Mister Mxyzptlk (alterado por la situación de haber sido capturado y encerrado por Manhattan) que llevó a alterar la realidad del Multiverso DC y fundirlo en uno solo, dando como resultado el renacimiento de la continuidad, en una sola al ser mezclada, suscitó el despertar de cambios y alteraciones que se han ido consolidando en todo el Omniverso, desatando diferentes manifestaciones espacio-temporales cambiando ciertas situaciones, una de las cuales, el Over-Monitor, que alguna vez se le había creído muerto en algún momento, ahora, gracias a Dark Nights Metal, todo este tiempo fue un prisionero del Dragón Barbatos durante Dark Nights: Metal.
Como se vio recientemente en Justice Legue Vol.4 #25-26 (junio-julio de 2019), El Forjador de Mundos busca la forma de hallar a sus dos hermanos para la próxima gran guerra contra "Perpetua", donde por el momento, el Over-Monitor aparece su paradero desconocido, al igual como el del mismo Nix Uotan.

## Otras versiones

### Los Monitores
Los Monitores son el resultado de la creación del nuevo multiverso tras los acontecimientos establecidos durante Crisis infinita y Cuenta Atrás para la Crisis Final, creados para la editorial DC Comics, debutaron en DCU: Brave New World (agosto de 2006). Como basan en la versión original del Monitor, el personaje creado por el escritor de historietas Marv Wolfman y el dibujante George Pérez como uno de los principales personajes de la serie limitada de DC Comics la "Crisis on Infinite Earths". Son un grupo que vigila todos los aspectos del Multiverso, como el pasado el presente y el mismo futuro. Lo más importante, buscan evitar cruces entre universos, como era común antes de la "Crisis".

#### Orígenes
Uno de los primeros Monitores aparecieron reflejando su sombra en la portada de la DCU: Brave New World Special #1; en las primeras páginas, muestran el satélite de los monitores en la que aparece Nueva Tierra. En las últimas páginas de la historieta, cinco monitores son revelados, uno de los cuales llama al grupo como "Los Monitores." Uno de ellos, y de los cinco que aparecen, es notablemente diferente de los demás; aunque está de espaldas, se parece al Antimonitor. Este monitor aparece más adelante en las historietas de Supergirl, solo vestir como el Antimonitor. En Ion #9, los mMnitores son mostrados como una sociedad de diferentes monitores. Hay 52 en total, uno por cada nuevo universo. En Cuenta Atrás para Crisis Final #48, cuando un determinado grupo de monitores se reúnen, aquí son mostrados a cada uno, ellos son físicamente diferentes a los demás, al menos en cierto grado. Un ejemplo destacado, fue el más alto de ellos, el mismo que vestía como el Antimonitor, tiene la forma antropomórfica de una jirafa-humanoide, lo que sugiere que es el monitor de Tierra-26 el mundo del Capitán Zanahoria y la Zoo Crew!. Como anteriormente se explicó, la torre que Alexander Luthor Jr. utilizó al recrear el multiverso original en Crisis infinita, y esta fue destruida, se programó la activación de una "semilla cósmica", activada al momento en el que se permitió crear a un monitor para 52 tierras del nuevo multiverso que habían nacido en ese momento. Este nuevo multiverso, conformado ahora por 52 tierras idénticas al momento de su conformación, todos los 52 Monitores fueron idénticos. Sin embargo, al final de la maxiserie semanal limitada 52, los monitores comenzaron a evolucionar y adquirir identidades cada vez más divergentes en lo físico y en lo que respecta a sus funciones. Como los monitores evolucionaron, su historia se hizo más compleja, una "historia hiper auto-montada".
Al final, el origen de estos Monitores fue revisado, y tomó esta forma: en un principio, una gigantesca y vasta inteligencia llamada El Monitor, (aunque a este se hace referencia en ciertos lugares como el "Overmonitor" u "Overvoid"), descubrió la existencia de una purga y al Multiverso dentro, la aparición de un "defecto" en el corazón del mismo. Debido a estos disturbios, envió una sonda en una forma corpórea similar a la del propio "Monitor" de la Crisis original, que se realimentaría del caos de cada historia que acontecía en las Tierras Infinitas todas a la vez; abrumado por la idea misma de una "historia exacta" a la misma que acontecía en el universo principal, el monitor recordó el uso de la sonda y selló la purga mediante la creación de una máquina del Multiverso (o "Planetario de los Mundos" como él lo definió), pero su contemplación sobre el funcionamiento de la máquina (sin duda alguna se combinaba el hecho de lo que ya esba establecido sobre que el monitor, el estar vinculado a toda la materia positiva) lo que dio lugar al mundo conocido como Nil, un nuevo mundo poblado por poderosos seres vampíricos con una vasta y épica historia, una vida y continua manifestación de los pensamientos del Monitor, que ven a sí mismos como sus "descendientes" en evolución al monitor original y a sí mismos.
En entrevistas posteriores, Grant Morrison, autor de este origen refundido de la raza de monitores, explicó que como comentario metaficticio sobre el Multiverso DC, tanto como ser vivo y como creación ficticia, su relación con la Overvoid son una sola o múltiples piezas de papel en blanco, que reaccionan a las historias dibujadas, y que el mismo refuerza:

"¿Qué sucede si la página está un poco furiosa con las historias que se dibujan en ellas? Así que pensé que la página es como Dios. La idea es que el Overvoid (como lo llamamos en Crisis final) la página en blanco es como un espacio y es un especie de Dios. Y se está condensando historias fuera de sí porque se encuentra dentro de su propio y gigantes espacio en blanco, la conciencia en sí misma es prístina, y se encuentra en esta pequeña mancha o marca, y que alguien del Multiverso DC ha dibujado. Y luego comienza a investigar, y es esto lo que sorprende con lo que se ve, con toda la actividad loca y todo este significando sobre lo que ahí esta pasando. A continuación, este intenta protegerse del contacto hirviente con una "historia" y se imagina una raza de seres, "ángeles" o "supervisores" (otra palabra para ángel, por supuesto) para que funcionen como una interfaz entre su propia magnificencia eterna, gigante y pequeña, es un hormiguero que rastrea lo más raro que existe sobre la vida y le da la importancia sobre lo que es el Multiverso DC".
Grant Morrison, Entrevistado por IGN.

#### Las primeras apariciones de los Monitores
Los monitores han realizado las siguientes apariciones adicionales:
- A lo largo de la maxiserie semanal publicada entre 2007-2008, Cuenta Atrás para la Crisis Final.
- En la última entrega de la Historia del Universo DC (52 #11, en julio de 2006), uno de los monitores se enfrenta a Donna Troy y le informa que ella debería haber muerto durante la Crisis. Se´gun el, Jade, miembro del equipo de héroes que Donna reclutó para operar en el espacio profundo, fue asesinada durante Crisis infinita en su lugar.[48]
- En Nightwing #125,[49] un monitor acecha a Dick Grayson, informándole que se suponía que está muerto, y los monitores discuten el hecho de que él no es quien debe ser.
- Un monitor hace un cameo en la historia especial de "El origen secreto de Nightwing" en 52 #25.[50]
- En Ion #6, un Monitor se le aparece a Kyle Rayner en su apartamento y le dice que "[él] se supone que debería estar muerto."[51]
- En Ion #7, el monitor indica que "[Kyle] requerirá una vigilancia continua... [Kyle] y los demás compañeros".[52]
- En Ion #8, los Monitores deciden que "no está claro... si Kyle Rayner debe vivir o morir."[53]
- En Ion #9, después de que el Linterna Verde del Universo Tangente incumple los límites sobre el cruce entre universos cuando este llega a Nueva Tierra (el propio Universo DC)), los Monitores concluyen que "para la supervivencia del universo... Kyle Rayner debe ser eliminado."[54]
- En Ion #10, Monarca indica que los monitores han estado guardando sus planes para él también, haciendo necesario el uso de una región conocida como la purga, para poder llevar a cabo sus actividades fuera de su alcance.[55]
- En Ion #11, los Monitores planean una intervención después de que sus compañeros (Kyle Rayner y Donna Troy) se unen.[56]
- En la 52: III La tercera guerra mundial #4 La unión hace la fuerza, los monitores hacen acto de presencia en un extremo de la escena de los hechos de la serie (y aún sin ser vistos), aunque la guerra terminó, los superhéroes necesitan evolucionar para los próximos eventos.[57]
- En Supergirl #18, una de las apariciones de Dark Ángel, resulta ser enviada por uno de los monitores para borrar a Supergirl. Se revela aquí que Dark Angel es ahora un agente de los monitores, enviada a investigar, eliminar y deshacerse de ciertas anomalías en Nueva Tierra para ver si pertenecen a esta continuidad o para verificar de donde proceden.[58]
- En Stormwatch: Post Human Division #5, Stormwatch admite que tres de sus camaradas - Fahrenheit, Fuji y Hellstrike resucitaron a través de medios desconocidos. Sin embargo, un personaje místico que investiga el asunto tiene una visión sobre un monitor, a pesar de que no tienen idea de lo que realmente es aquel ser.[59]

#### Individualidad
En Cuenta Atrás para la Crisis Final, una de las historias sigue los monitores en su lugar de origen. Un monitor se da la tarea de erradicar las inconsistencias dentro de sus propios universosa los que vigilan, uno de esos personajes es Duela Dent, a quien mata. Al principio, los otros 51 Monitores se han dedicado simplemente observar el multiverso, e intervienen solamente cuando realmente sea necesario. A lo largo de Cuenta Atrás, cada uno de los monitores comienza a desarrollar sus propias personalidades dispares y características físicas que reflejan (en cierta medida) la naturaleza de su respectivo universo y cada monitor tiene un nombre que se ha colocado por sí mismos o simplemente, no tienen nombre. En Crisis final, un monitor refleja que esto se debe a que algunos han interaccionado con los mundos del multiverso y que ha permitido al tiempo mismo que los influencie: tanto al inicio como al final, para luego volver a su refugio. Notablemente, Rox Ogama, discípulo del monitor oscuro Mandrakk, está encargado de velar por el universo de Batman & Drácula: Red Rain, en el que Batman se convierte en un vampiro.

#### Principalesmonitoresconocidos
- Bob: Cuando Los monitores comienzan a debatir sobre los series reactivos y proactivas y su relación con los viajeros del multiverso y aquellos que los que juegan evadiendo la muerte. El monitor proactivo (que está favor de matar aquellas anomalías), se las arregla para convencerlos al sentimiento de llevar a cabo sus acciones para preservar adichos mundos por medio de acciones radicales. Se elige a un Forerunner, un miembro de una raza experimental de guerreros criados por los monitores, para matar a Jason Todd y a Donna Troy. Son detenidos por uno de los monitores reactivos, solo para que el Forerunner obedezca al monitor, estos obedecen producto de su mejoramiento genético.[61] El Monitor reacciona, Jason Todd y Donna Troy entonces se reúne con el nuevo Átomo Ryan Choi para poder buscar a Ray Palmer en el Nanoverso (o como ellos llaman el "Palmerverso").[62] Aquí, Donna Troy se da cuenta de que, si bien este Monitor ya hecho tanto por el Multiverso, nadie sabe su nombre. El monitor afirma no tener nombre, y Jason Todd toma la decisión por sí mismo y entonces comienza a llamarlo "Bob".[63] Cuando los Viajeros encuentran a Ray Palmer, Bob revela sus actos traicioneros e intenta matar a Palmer. Después de que Palmer escapa con los viajeros, Bob se enfrenta a sus compañeros Monitores. Salomón intenta absorber a Bob como un solo ser, pero termina matándolo en su lugar.

Curiosamente, este Monitor que vigila a Nueva Tierra, y es además el que más se parece al monitor original, ese mundo es mundo que fue combinado de todos los universos que el monitor original vigilaba.
- Salomón: Es el monitor de Tierra-8. Como resultado de las acciones de Bob, los otros monitores adoptan un enfoque más agresivo para mantener el multiverso. Lo ven como una necesidad, dadas las circunstancias, es por el cual que todos ellos asumen nombres como el que Bob tiene. Este fue visto reuniéndose detrás de un monitor, se le asignó la vigilancia de Tierra-8, ahora pasó a llamarse Salomón, empezando a temer que no son solo las anomalías a las que deben enfrentar, sino también el virus infeccioso que porta Karate Kid (el miembro de la Legión de Super-Héroes), y al creciente ejército de Monarca, quien es responsable de los poderes de Jimmy Olsen,[64] y la posibilidad de que un solo individuo pueda estar detrás de todos estos eventos. Con la ayuda de un monitor femenino, Salomón convence a los demás a prepararse para la guerra. Tras el intento de Salomón para absorber a Bob, los otros monitores expresan su desaprobación. Salomón revela que planeaba unirse con sus compañeros Monitores y convertirse en la fuente. Los monitores luego son interrumpidos por Monarca. Como los monitores batallan contra su ejército, Monarca le revela a Salomón que sus acciones eran el catalizador para la creación de su ejército. Salomón, muy angustiado, huye al satélite de los monitores, donde encuentran irritados a los monitores restantes. Salomón se acercaría entonces a Superman Prime. Salomón dice que el primer Monarca está destruyendo al universo perfecto, y Prime vuela para pelear contra él. Darkseid entonces se le aparece y le ofrece su ayuda. Ellos van a Apokolips, donde se observan los acontecimientos. Mientras que el planeta es asimilado por Brother Eye, y una gran parte de él destruye a Pied Piper, Darkseid le revela que fue Salomón quien atacó al Capitán Átomo en Blüdhaven, lo que provocó su transformación en Monarca. Cuando Darkseid le revela sus planes para controlar el Quinto Mundo, Salomón aparece ante a los héroes que quedaban todavía en Apokolips, advirtiéndoles del peligro, y teletransportándolos de vuelta a la Tierra. Más tarde se revelaría que a la Tierra a la cual fueron enviados fue a la reformada Tierra-51 (el mundo que Superman Prime destruyó), como una manera para detener parte del plan de Darkseid. Salomón se le ve entonces en el satélite de los monitores, pacientemente esperando el próximo movimiento de Darkseid. Tras la aparente muerte de Darkseid, Salomón crea un pequeño monumento en su honor en la pared de la fuente, y con paciencia comienza de nuevo unos nuevos planes.

- Nix Uotan: Es el Monitor de Tierra-51, Nix Uotan es el "más joven" de todos los monitores. Su debut se dio por primera vez al comienzo de Cuenta Atrás para la Crisis FInal,[65] aparece un monitor sin nombre con características mínimas distintivas, que busca información en la pared de la fuente con respecto a las crecientes tensiones que se manifiestan en el multiverso. La pared de la fuente le informa que el "Gran Desastre" -un evento que largamente se ha predicho que anunciaría el final de la carrera del monitor-se acerca y que solo Ray Palmer puede detenerlo, determina para mantener la presencia de Palmer, lo mantiene en secreto y se aleja de sus hermanos. Él es el próximo que también se le vio en Tierra-12, donde se enfrenta a Bob en un intento por detener sus esfuerzos por encontrar Ray Palmer, quien está "viviendo una vida sin importancia" en la relativa paz en su propio mundo asignado. Cuando los viajeros (Donna, Jason y Kyle) son llevados a Tierra-51, finalizando la búsqueda de Ray Palmer, Bob y Salomón traen a los monitores a la Tierra con la esperanza de destruir a Palmer. El Monarca utiliza esta oportunidad para poner su ejército en guerra contra elos Monitores Multiversales, una guerra que en última instancia, pone en parte los residuos nucleares en Tierra-51. Nix Uotan envía los Viajeros a Apokolips para hacer frente a Darkseid; él se queda solo en su mundo desolado, y comienza a restaurarlo. Después de los acontecimientos de la destrucción de Apokolips, los viajeros son enviados a Tierra-51 recién restaurada por Salomón, infectando a Karate Kid con el virus Morticoccus, y haciendo que este provoque el "Gran Desastre", destruyendo así mismo este mundo por segunda vez. En el último número de Cuenta Atrás para la Crisis Final, los viajeros (ahora con Donna, Kyle, Ray, y Forager) se enfrentan a los monitores con la promesa de que estarán pendientes de sus acciones y su protección sobre el multiverso; Nix Uotan defiende su elección, y se une a sus filas en un grupo reconstituido del equipo de Los Viajeros.

Al comienzo de Crisis final, Nix Uotan es castigado por no proteger asu mundo, la Tierra-51, de la destrucción y es desterrado del Multiverso por los otros monitores; luego despierta como un ser humano en Nueva Tierra. Apenas logra tener recuerdos parciales de su pasado, y comienza a buscar su palabras para que provoque la "atención de alguien", una palabra para que cree utilizar que él pueda volver a casa. Después de un renacido Darkseid difunde la ecuación de la Antivida en la Tierra, es capturado por las fuerzas de Darkseid por ser al parecer, inmune a la antivida. Hay una personaen la distanta en una esquina que le hace recordar su amor la Monitora, Weeja Dell. Cuando los Justificadores vienen a buscarlo, otro hombre (Metron) en una sala resuelve un cubo Rubik en 17 movimientos (ostensiblemente uno menos que el menor número posible de movimientos necesarios para resolver el cubo de cualquier Rubik), y luego emite una ráfaga de luz azul. Después de que se demuestra que Nix aparentemente ha recuperado sus poderes como monitor multiversal del Quinto Mundo, con los monitores alrededor, le muestran los acontecimientos que están sucediendo en todo el Multiverso. "El Juez de toda la maldad" Mandrakk es confrontado por Uotan, en un lugar llamado "el agujero negro de la base de la creación", con un ejército de Supermanes y héroes reclutados de todo el Multiverso, en el cual, también refuerzan a Uotan al restaurar al Zoo Crew! (entonces atrapados como animales ordinarios) mediante la devolución forma antropomórfica, con su trajes y poderes, y restaura por tercera vez a Tierra-51 antes de que el mundo de los monitores llegue a su fin. Al final de Crisis final, se revela que Nix Uotan es en realidad el hijo de Mandrakk. Al final, el mundo de los monitores es destruido, como Nix Uotan le sostiene a Weeja Dell, diciéndole que el deseo de Superman era tener "un final feliz". Nix Uotan vuelve a renacer como ser humano en Metrópolis, y durante las entrevistas recientes a Grant Morrison él es ahora único monitor solitario retenido por el Overmonitor que mantiene su función. El nombre Uotan, se pronuncia "Wotan", se deriva del nombre del Dios nórdico de la escritura, Wotan, quien igualmente fue sometido a grandes pruebas con el fin de volver a nacer como un ser puro, el ser más sabio.
- Dax Novu/Mandrakk: Conocido inicialmente como El Radiante, y el "primer hijo" y el monitor ilimitado, el primero que se le asigna al Multiverso. Quien resultó ser "el Monitor original" de la Crisis on Infinite Earths, creado por la inteligencia de la Mente Monitor (Over Monitor) para poder explorar el Multiverso. Después de convertirse en el guardián del multiverso, una vez más corrompido por la exposición al sangrar y producto de su contacto con las historias cuando este residió dentro del Multiverso, Novu creó un robot pensante con forma de Superman como protección contra el enemigo anunciado por los monitores, denominado Mandrakk, y una tumba de ese enemigo que no se abriría hasta que un Reloj del Juicio FInal montado a sus puertas llegase a cero, en el mismo momento que el Superman que aguardaba en el Pensamiento del Robot se activase. Luego entró al sepulcro y "supuestamente " entregó su vida encadenado como "La bestia de la oscuridad". En Crisis Final: Más allá de Superman #2 reveló la falsa naturaleza de este último detalle: Dax Novu era de hecho Mandrakk, transformado por su corrupción, alejado y sellado por sí mismo de los demás para luego revelárseles ante los otros monitores de que todos estaban del mismo modo, convertidos en seres vampíricos, gracias a que sobreviven con la fuerza vital del multiverso. Como Mandrakk, se convirtió en un vampiro monitor, tenía el deseo de alimentarse de la "Bleed", el elemento vital del cosmos del que depende el mantenimiento de todos los 52 universos, hasta que no quedó nada, excepto él.[70] La versión de Dax Novu como Mandrakk es derrotado por Superman en el mundo Nil, siendo finalmente consumido por el vacío creado por el Overmonitor. Sin embargo, después de que su hermano y discípulo, Rox Ogama, es desterrado al mundo del Limbo, Ogama corrompe al Ultraman del universo antimateria para que se convirtiese en su "Superman Vampiro" mientras que este se transformaba en una nueva encarnación de Mandrakk.

En "Crisis Final" #7, esta nueva encarnación de Mandrakk esperaría a Superman junto con la destrucción del Multiverso por parte de Darkseid; Sin embargo, el recién renacido "Juez de todos los males", Nix Uotan, reúne un ejército de diversos Supermanes y héroes del Multiverso -así como otros- para derrotarlo. Como las diversas encarnaciones de Superman derivan su poder de la luz solar -muy tóxica para los vampiros- su sola presencia debilita a Mandrakk, lo que le hace estallar en llamas y por lo tanto ser susceptible a un golpe, tras un juego creado por un grupo de Linternas Verdes. En esta "última batalla", Mandrakk/Rox Ogama le revela a Nix Uotan que es en realidad su hijo, y que su madre es Zillo Valla, un hecho que Uotan admite, llegando a la conclusión de que el único hijo de Mandrakk podría tener sería el asesino de Mandrakk.
Finalmente, Dax Novu no se reveló cual fue el origen de donde se deriva nombre, a pesar de que tiene similitud vocal a la de Nabu, el dios de la escritura mesopotámica. El nombre Mandrakk es descrito de manera similar a la planta tubérculo mandrágora, el legendario tubérculo que según un mito popular sobre la planta, grita al ser arrancado de la planta, y que hace eco al propio auto-odio y la desesperación de Mandrakk por su la soledad. Mandrake era también el nombre de uno de los héroes de historietas norteamericanos, el Mago Mandrake, y también recuerda el término a Drácula, haciendo referencia a la transformación de Novu desde como el primer monitor humanoide al primer ser vampírico.

##### Otros Monitores
- Tahoteh: Entre los demás monitores mencionados, se destaca que el primer monitor con nombre después de Bob, es Tahoteh, el "mayor" de los monitores. Después de que Superman (en la forma de un gigantesco robot) derrota a Mandrakk, talla las palabras "Continuará" en su propia lápida; este gesto choca a Tahoteh en la medida en que este se da cuenta de la magnitud de la naturaleza de los Monitores y sus consecuencias tóxicas hacia al Multiverso, en un estado mental que despide hacia su sucesor, como lo describe Zip Hermuz, como es la senilidad. El nombre de Tahoteh se deriva de Thoth, el dios egipcio antiguo de la escritura.[47]

- Zip Hermuz: Es quien supervisa la Máquina del Multiverso (también llamado el "Planetario de los Mundos"); asume rango de primer monitor sustituyendo a Tahoteh al final de Crisis final. El nombre Hermuz se deriva de Hermes, el dios griego de la Escritura.[47]

- Weeja Dell, Monitora de Tierra-6, amante de Nix Uotan, que queda consternada por el destierro de Uotan y espera su regreso. El nombre de Weeja Dell se deriva del personaje de Marvel Comics Shalla-Bal, el perdido amor de Silver Surfer.[47]

- Monitor Desconocido: Un Monitor de Tierra-9, quien afirmó ser el monitor del mundo "tangente" a los demás.

- Zillo Valla: Monitor de Tierra-43, esta monitora tiene una mayor simpatía por el dolor de Weeja Dell. Fue ella quien apoyó a Salomón en su guerra contra la influencia corruptora que se gestó sobre el multiverso en Cuenta Atrás para Crisis Final, y ella se reúne a los super-campeones del Multiverso en un último esfuerzo por salvar su mundo en Crisis final. Ella es asesinada por Mandrakk y también se revela que ella era la amante de Dax Novu antes de convertirse en Mandrakk, también se reveló que ella es la Madre de Nix Uotan, y quién lo engendró con Rox Ogama. El nombre de Zillo Valla también se deriva de Shalla-Bal.[47]

- Rox Ogama: Es el Monitor de Tierra-31, así como Salomón antes que él, postula que la evolución del Multiverso está siendo corrompido y está afectando a los otros monitores. Sin que sus hermanos lo sepan, operó en secreto para dar cabida a la liberación de Mandrakk. Fue desterrado tras la derrota de Mandrakk, y conspiró para crear un nuevo ejército para vengarse de toda la existencia, convirtiéndose en un nuevo Mandrakk en el proceso. Sus tendencias vampíricas y la facilidad corrupta hacia Mandrakk pueden reflejar sus cualidades vampíricas de su mundo. Antes de su muerte, se reveóa que él es el padre de Nix Uotan, quien lo engendró junto a Zillo Valla en algún momento. El nombre de Ogama se deriva de Ogma, se deriva del dios celta de la escritura.[47]

##### Renacimiento
En Crisis Final #7, Superman utiliza la Máquina Milagro para restaurar al Multiverso a la forma en que se encontraba anteriormente y antes de que Darkseid interfiriera, y al hacerlo, también trae consigo el final para los monitores. En sus últimos momentos, Nix Uotan condena sus compañeros Monitores, alegando que el Multiverso merece ser libre de su interferencia. Los monitores funden en una luz blanca final, y Nix vuelve a su forma humana. Grant Morrison dijo que el Overvoid/Overmonitor ha conservado a Nix como su interfaz directa con el multiverso, similar al caso marvelita del Silver Surfer o la tercera encarnación del destino de la Tierra con la del Doctor (Doctor Who).

## Apariciones en otros medios

### Televisión
- Arrowverso: Mar Novu/ The Monitor, "un ser extraterrestre de poder infinito", aparece prominentemente en el evento crossover del Arrowverso de 2018, "Elseworlds" en The CW, interpretado por LaMonica Garrett. Prueba diferentes mundos en el multiverso para ver si son lo suficientemente fuerte como para enfrentar una crisis inminente. Después de diezmar la Tierra-90, a punta a la Tierra-1, donde otorga un arma que altera la realidad al villano Dr. John Deegan. Después de que Oliver Queen/ Green Arrow se enfrenta al Monitor sobre como su prueba va a matar a Barry Allen/ Flash y Kara Zor-El/ Supergirl, su mejor oportunidad para detener la crisis, el Monitor acepta ayudarlo a detener a Deegan a cambio de su ayuda con la crisis. En el final de la séptima temporada de Arrow, el Monitor regresa para recoger a Oliver, revelando que no sobrevivirá a la crisis. En un flashfoward de 2040, el Monitor lleva a Felicity Smoak a reunirse con Oliver en un lugar del que "no hay retorno". En el final de la cuarta temporada de Supergirl, el Monitor lleva a Malefic J'onzz a la Tierra-38, antes de recuperar el cadáver de Lex Luthor. En el final de la cuarta temporada de Legends of Tomorrow, el Monitor observa al equipo titular, pero no interactúa con ellos.

### Otras historietas
- Smallville Temporada 11: En esta historieta basada en la popular serie de televisión surgida tras el fin de la serie, Los monitores, incluyendo al Antimonitor, desempeñan un papel destacado en la continuación de la historieta de la serie de televisión Smallville. Sin embargo, en la miniserie Smallville: Alien se revela que estos monitores no son benevolentes, pero que no trabajan activamente en la destrucción de Multiverso.

- Crisis Infinita: Crisis en el multiverso: Actualmente, forman parte de los acontecimientos que ilustran la historia contada en la historieta basada en el videojuego.

### Videojuegos
- Infinite Crisis: Estos personajes aparecen en el desarrollo de la historia del videojuego, son claves en el desarrollo de la trama.

## Poderes
Los Poderes del monitor nunca fueron bien definidos, pero era capaz de sentir la existencia de su contraparte en el Universo de Antimateria y poder luchar con él desde la luna de Oa al utilizar su poder de energía positiva (aunque cuando chocaron las ráfagas de energía entre ambos monitores en cada ataque los colocó en animación suspendida durante millones de años). Aparentemente, no podía crear el limbo que protegió a las Tierras sin primero morir, aunque esto podría deberse a la falta de tiempo para idear un plan menos letal.
Fue capaz de salvar a Pariah (y posiblemente darle poder para nunca morir y siempre atraerle a donde el Antimonitor estaba a punto de dar su golpe en cada universo iba a ser destruido), así como crear un cuartel general en forma de nave espacial creado de la nada. Como Monitor puede, según lo dicho por Metron "Crear cosas con un pensamiento". Entre sus otros poderes figuran el de la omnipotencia, la omnipresencia y la omnisciencia, y es la contraparte del Todopoderoso de Marvel Comics.